# سادونتس (آراغاتسوتن)
مدينة سادونتس (بالإنجليزية: Sadunts)‏ هي إحدى المدن التابعة لمقاطعة آراغاتسوتن في أرمينيا. يقدر عدد سكانها بـ 313 نسمة حسب الإحصاء الذي جرى عام 2011.